# Калинин, Дмитрий Семёнович
Дми́трий Семёнович Кали́нин (14 сентября 1910, село Новое, Дальнеконстантиновский район, Нижегородская область — 1 мая 1943, район села Варваровка, Анапский район, Краснодарский край) — Герой Советского Союза, капитан, командир 2-го разведывательного отряда Штаба Черноморского флота.

## Биография
Родился 15 сентября 1910 года в селе Новое, ныне Дальнеконстантиновского района Нижегородской области, в семье крестьянина. Русский.
Рано остался сиротой, воспитывался у старшей сестры. Зимой ходил в начальную школу, а летом пас коров. В 1924 году ушёл в Нижний Новгород, на заводе «Красное Сормово» обучился слесарному делу. Затем работал на судоремонтном заводе «Память Парижской коммуны» Борского района Нижегородской области, был секретарём комсомольской организации. В период коллективизации в 1929—1930 годах по призыву партии работал в деревне — оказывал помощь молодым колхозам в организации ремонтно-механических мастерских.
В 1932 году был призван в Военно-Морской флот. Служил краснофлотцем в учебном отряде Черноморского флота, затем — учеником машиниста на крейсере «Профинтерн». Член ВКП(б)/КПСС с 1932 года. В октябре 1934 года был направлен командованием в Ленинград на курсы подготовки командиров при Военно-морском инженерном училище имени Ф. Э. Дзержинского. В 1936—1938 годах продолжил учёбу в Ленинградском военно-политическом училище имени Энгельса.
После окончания училища политрук Калинин получил назначение инструктором по комсомолу политотдела 2-го Черноморского высшего военно-морского училища в Севастополе. В апреле 1940 года в звании старшего политрука направлен в Дунайскую военную флотилию. Начало Великой Отечественной войны встретил в должности военкома участка службы наблюдения и связи на той же флотилии.
В конце декабря 1941 года батальонный комиссар Калинин был назначен начальником политотдела Керченской военно-морской базы. Тогда же участвовал в Керченско-Феодосийской десантной операции. Отряд морских пехотинцев под командованием Калинина, действуя в составе 51-й армии, первым вступил в Керчь. После освобождения города Калинин был назначен комиссаром Керченского гарнизона. Приказом по войскам Крымского фронта он был награждён орденом Красной Звезды. Особенное бесстрашие проявил комиссар при тяжелом и трагическом отходе из Керчи в мае 1942 года. Калинин оставался в крепости Ак-Бурун до последнего часа, организуя сопротивление врагу в прибрежной полосе крепости. В сентябре — декабре 1942 года — военный комиссар 143-го батальона морской пехоты Туапсинской военно-морской базы.

### Подвиг
Известен благодаря подвигу, который совершил во время операции по разведывательно-диверсионному поиску, проведённому возле села Варваровка Анапского района в ночь с 30 апреля на 1 мая 1943 года. В ходе операции во время боя с румынским пехотным полком погибла большая часть группы из одиннадцати человек. Оставшиеся моряки по приказу Калинина стали пробиваться к берегу. Румынские солдаты получили приказ взять командира живым. Калинин, раненный в руку и ногу, один уничтожил до тридцати вражеских солдат, израсходовав остатки боезапаса. Прижав к груди раненой рукой последнюю гранату, подпустил солдат почти вплотную, он здоровой рукой рванул чеку гранаты и шагнул вперед. Вместе с собой он забрал трёх румынских солдат.
Отметив подвиг русского офицера, командир румынского полка, руководивший обороной в районе Анапа — Сукко, приказал похоронить Дмитрия Семёновича Калинина со всеми воинскими почестями (по данным рапорта начальника развед-отдела флота полковника Намгаладзе Д. Б.). Похоронен на месте боя, в районе села Варваровка Анапского района.

## Награды
- Указом Президиума Верховного Совета СССР от 31 мая 1944 года за проведение многочисленных разведывательных операций и проявленные при этом мужество, отвагу, героизм и самопожертвование во имя Родины в борьбе с немецкими оккупантами капитану Калинину Дмитрию Семёновичу посмертно присвоено звание Героя Советского Союза.
- Награждён орденами Ленина, Красной Звезды и медалями.

## Память

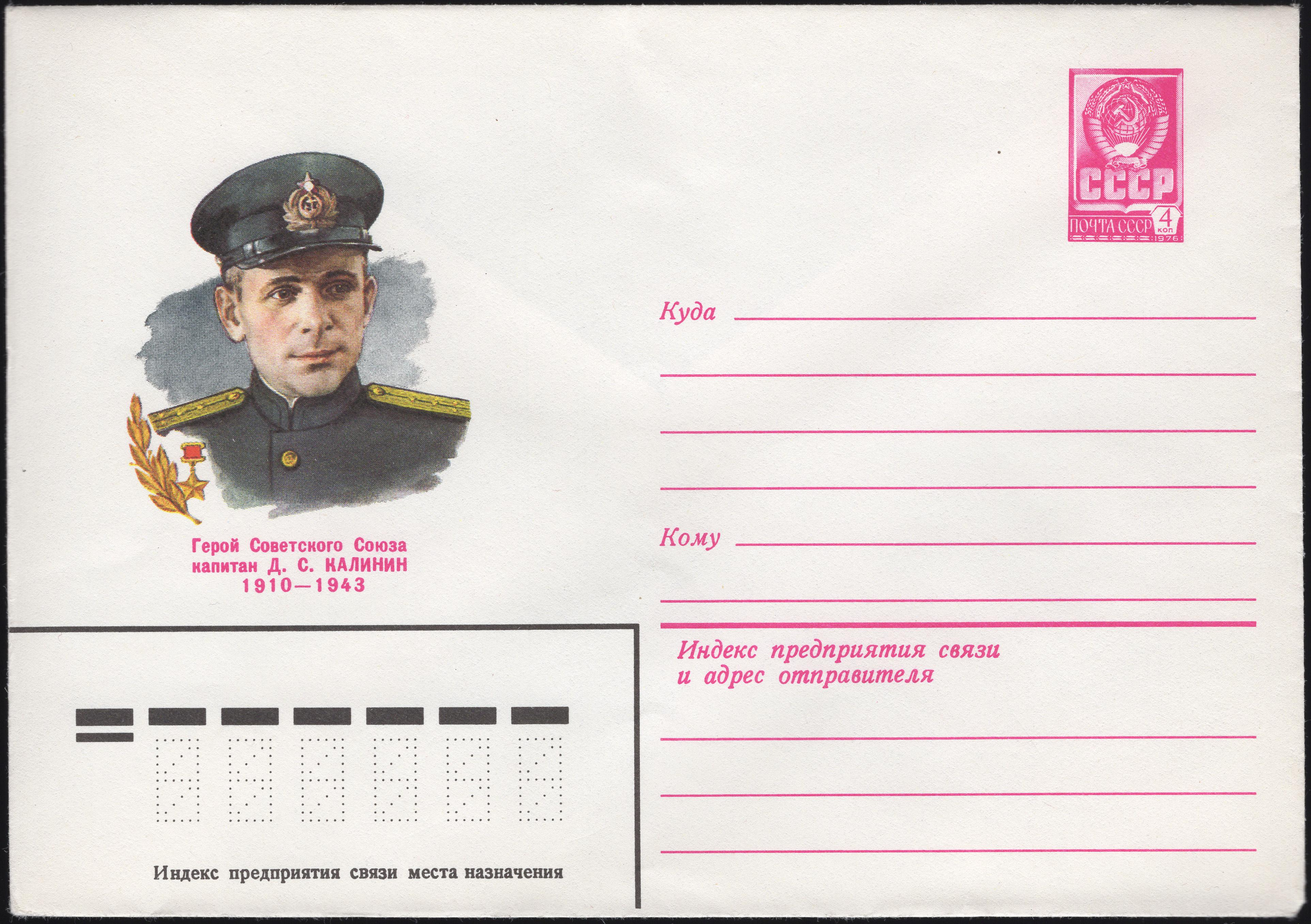
Почтовый конверт. СССР, 1979 год

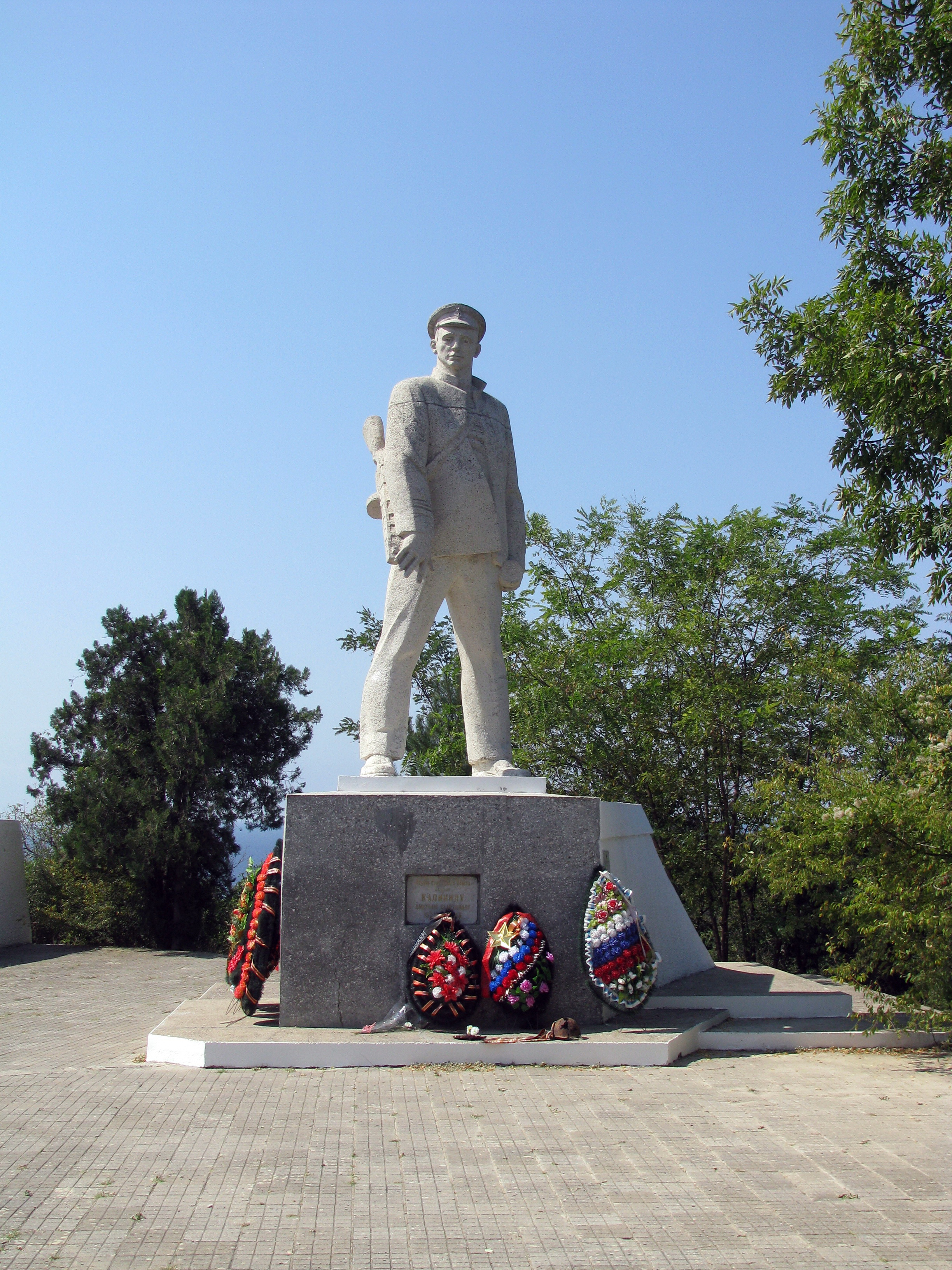
Памятник Д.С,Калинину неподалёку от Варваровской щели

- Сразу после освобождения Анапского района от немецко-фашистских захватчиков на могиле капитана Калинина был сооружён обелиск, а в 20-летие его героической гибели поставили памятник.
- В 1968 году близ села Сукко Анапского района на берегу моря рядом с автодорогой Анапа— Большой Утриш недалеко от места, где Калинин провёл свой последний бой, был установлен памятник — четырёхметровая фигура морского командира-десантника[3].
- Имя Героя носят центральная улица в селе Варваровка.
- В родном селе Герою установлен обелиск, его имя присвоено сельской библиотеке.
- На здании управления судоремонтного завода «Память Парижской Коммуны» установлена мемориальная доска, а в музее истории завода собран богатый материал о нём.
- Имя Героя вписано золотом на гранитной стеле в Нижегородском кремле среди имен нижегородцев — Героев Советского Союза, а также на памятном знаке погибшим офицерам и курсантам Черноморского военно-морского училища в Севастополе.
- Имя героя было присвоено средней образовательной школе № 6 в городе Анапа.
- Имя «Дмитрий Калинин» было присвоено прогулочному теплоходу типа «Евпатория», работавшему на Чёрном море.